# 费声骞
费声骞（1941年—2008年），又名声钱，斋号无寐楼，浙江镇海人，中国药理学家、书法家。

## 生平
供职于上海市食品药品监督管理局科技情报研究所高级工程师，事医药研究、日文医药文献翻译。
书法少从任政学隶。后由任政引荐，师从沈尹默主修行楷书，为沈氏晚年入室弟子。行书承沈尹默一脉，深得三昧；兼取北宋黄山谷、清人王文治笔意，字迹遒丽秀逸。隶书专攻礼器、史晨、乙瑛、曹全诸汉碑，浑厚古朴，得汉人遗意。生前为中国书法家协会会员、上海中华书画协会副理事长、上海书法家协会理事、《写字》杂志编委等。